# Randy & the Rainbows
Randy & the Rainbows sono una band doo-wop italo-americana proveniente dal Queens di New York.

## Storia
Il gruppo si è formato nel 1962 a Maspeth, nel Queens, e comprendeva due coppie di fratelli, insieme a un quinto membro. I fratelli Safuto, Dominick e Frank, avevano precedentemente cantato nel gruppo The Dialtones. Hanno registrato con i produttori di The Tokens, pubblicando il singolo "Denis" nel 1963. Il nome "Randy and the Rainbows" è stato scelto dai proprietari della Laurie Records dopo la registrazione del brano. Randy & the Rainbows avevano precedentemente usato i nomi "Junior & the Counts" e "The Encores".
"Denise" è stata per 17 settimane nella Billboard Hot 100, raggiungendo la posizione n. 10, entrando anche nella classifica canadese CHUM Hit Parade. La canzone fu scritta da Neil Levenson ed è stata ispirata dalla sua amica d'infanzia, Denise Lefrak. Alla fine degli anni '70, la canzone divenne un successo europeo per Blondie, con il titolo cambiato in "Denis". Il singolo successivo di Randy & The Rainbows intitolato "Why Do Kids Grow Up", è entrato a malapena nelle classifiche pop al numero 97, e il gruppo non è mai più entrato nelle classifiche.

## Discografia

### Album
- 1982: C'mon Let's Go!
- 2001: Play Ball

### Singoli ed EP
| anno | Titolo                | Classifica positions | Classifica positions | Etichetta discografica | Lato B                          | Album           |
| anno | Titolo                | US Pop               | US R&B               | Etichetta discografica | Lato B                          | Album           |
| ---- | --------------------- | -------------------- | -------------------- | ---------------------- | ------------------------------- | --------------- |
| 1963 | "Denise"              | 10                   | 18                   | Rust                   | "Come Back"                     |                 |
| 1963 | "Why Do Kids Grow Up" | 97                   | —                    | Rust                   | "She's My Angel"                |                 |
| 1964 | "Happy Teenager"      | —                    | —                    | Rust                   | "Dry Your Eyes"                 |                 |
| 1964 | "Little Star"         | 133                  | —                    | Rust                   | "Sharin'"                       |                 |
| 1965 | "Joyride"             | —                    | —                    | Rust                   | "Little Hot Rod Suzie"          |                 |
| 1966 | "Lovely Lies"         | —                    | —                    | Mike                   | "I'll Forget Her Tomorrow"      |                 |
| 1966 | "He's a Fugitive"     | —                    | —                    | Mike                   | "Quarter to Three"              |                 |
| 1967 | "I'll Be Seeing You"  | —                    | —                    | B.T. Puppy             | "Oh to Get Away"                |                 |
| 1982 | "Fourever Seasons"    | —                    | —                    | Fox-Moor               | "Ain't No Mountain High Enough" |                 |
| 1982 | "Try the Impossible"  | —                    | —                    | Ambient Sound          | "Debbie"                        | C'mon Let's Go! |